# Nová Cerekev
Nová Cerekev – gmina w Czechach, w powiecie Pelhřimov, w kraju Wysoczyna. 1 stycznia 2014 liczyła 1125 mieszkańców.
W miejscowości jest stacja kolejowa Nová Cerekev.